# Mollisia humidicola
Mollisia humidicola är en svampart som beskrevs av Graddon 1977. Mollisia humidicola ingår i släktet Mollisia och familjen Dermateaceae.   Inga underarter finns listade i Catalogue of Life.